# Río Huemules (Tres Cruces)
El río Huemules es un curso natural de agua que fluye en la faja costera continental de la Región de Aysén en dirección general este-oeste y desemboca en el golfo interior Tres Cruces, que es un brazo del estero Elefantes.
Fue bautizado con ese nombre por Enrique Simpson, por los huemules que encontró en la desembocadura del río en 1872. Sin embargo, lo llama río de los Ciervos'.: 26 
El río tiene su propia hoya hidrográfica, la número 11404, que limita al sur con la hoya del río Cupquelan y con la hoya del río Sorpresa. Al norte limita con las hoyas de los ríos Pelú y Fistelli que desembocan en el fiordo Quitralco. Al este deslinda con las hoyas del los ríos tributarios del río Aysén y del río Ibáñez.
(No confundir con el Río Huemules (Steffen) que fluye hacia el sur desde el extremo sur del campo de hielo patagónico norte.)

## Trayecto
El río Huemules nace en el lado norte del volcán Hudson de la confluencia de varios de sus esteros de drenaje, corre unos 14 km en dirección poniente hasta que recibe las aguas del río Ciervo y solo entonces gira hacia SO hasta recibir otra vez aguas de un estero que nace en el valle de Los Huemules hasta donde desciende la mayor lengua de hielo del cerro Hudson. Tras otros 10 kilómetros en la misma dirección, gira finalmente hacia el oeste por otros 25 kilómetros que lo llevan a desembocar en el golfo interior Tres Cruces, que es prácticamente el punto de reunión del estero Elefantes que viene desde el suroeste, el estero Quitralco que se interna hacia el este, y el canal Costa que viene del noreste.
Su desembocadura está formada por varios brazos paralelos de los cuales solo el del norte es apropiado como fondeadero. La entrada de lanchas pequeñas es posible solo con marea alta y solo a través de los brazos sur y norte. 

## Caudal y régimen
De acuerdo a su origen y a su corta travesía, el río tiene una gran influencia nival.

## Historia
Enrique Simpson lo exploró en 1872 y escribió: El 4, habiendo mejorado el tiempo, partí acompañado del teniente 2.° don Basilio Rojas i del guardia-marina don Juan M. Simpson en la chalupa i primer bote con 18 hombres i 25 dias de víveres a esplorar el rio de los Ciervos, que se encuentra 4 millas al S. del estuario Quitralco, acampando este dia dentro de la boca. El objeto de esta espedicion era esplorar el rio i valle en la esperanza de que atravesase la cordillera, pues desde el año pasado tenia noticias de que se notaban en la playa pisadas de grandes ciervos, cuyos rastros no se ven en otro punto de la costa, infiriéndose que estos animales han pasado desde la Patagonia oriental, donde abundan.
Ramón Serrano Montaner lo describe en su "Derrotero" de 1891 de la siguiente manera:
Río de los Huemules.—Este rio desagua en el estero de los Elefantes, como a dos millas al Sur del estero Quitralco, corre por un estenso valle de la cordillera i está formado por la confluencia de dos ríos, uno do los cuales, de aguas blancas, desciende de un inmenso glacier que se halla algunas millas al interior, i el otro, de aguas cristalinas, parece tener su oríjen en alguna laguna del interior de la cordillera, pero hasta ahora no ha sido reconocido.
Este rio es mui bajo, no es navegable ni aun por botes, i está sujeto a grandes avenidas.
Frecuentan este valle un gran número de huemules, animales que no se han encontrado en ninguna otra parte de la Patagonia occidental, lo que hace presumir que hai aquí un paso fácil a través de la cordillera por donde estos animales pasan a nuestra costa desde las faldas orientales de los Andes, que ellos habitan.
Luis Risopatrón lo describe en su Diccionario jeográfico de Chile (1924):: 407 
Huemules (Río de Los). Sus nacimientos del SE se encuentran en un ventisquero que baja de una altura de más de 1000 m, con el hielo revuelto con cenizas volcánicas, un frontón de 10 a 12 m de elevación e innumerables cuevas i grietas por las que destila el agua que forma numerosísimos arroyuelos de aguas cenicientas, que corren hacia el NW; se juntan con un río que viene del E, de aguas limpias, entre cerrillos cubiertos de cipreses, las que son enturbiadas por las de los arroyuelos i resultan opacas con piedra pómez en flotación. Sigue hacia el W, atraviesa un ancho valle con un gran espesor de tierra vegetal en su parte media, la que se hace más delgada hacia el W i cubre una estrata de granito blanco, de que parecen componerse los cerros vecinos, cuyas cumbres fluctúan alrededor de 1000 m de altura, con tupida vegetación, de roble en su mayor parte; el cauce aumenta de ancho a medida que se avanza hacia el W, hasta alcanzar 600 m, dividido en muchos brazos que forman bancos e islas de piedra menuda, sobre las que se hallan grandes troncos muertos a más de 2 m de altura sobre el nivel de las aguas. Los brazos se reúnen a 4 kilómetros ántes de su desembocadura, la que se verifica por dos bocas principales, en una playa con pedazos de lava, de la costa E de la parte N del estero de Los Elefantes; la playa es de difícil acceso, por no haber ninguna sinuosidad, ni islas, que la protejan contra la marejada i los vientos reinantes. A 500 m de la playa,el agua del estero es dulce a toda hora; Simpson mató en su valle varios huemules en 1872 i de ahí su nombre.
La expedición del naturalista alemán Juan Augusto Grosse exploró en el verano de 1949 la hoya superior del río Huemules, partiendo la expedición desde Puerto Aysén con dirección hacia el sur a través del valle del Lago Riesco.